# Bissendorf
Bissendorf ist eine Gemeinde im Zentrum des Landkreises Osnabrück in Niedersachsen.

## Geographie

### Geographische Lage
Bissendorf liegt im Osnabrücker Land zwischen Wiehengebirge und Teutoburger Wald mitten im Natur- und Geopark TERRA.vita. Die Hase durchfließt das Gemeindegebiet von Osten nach Westen. Der private Linner See dient Angelzwecken.

### Nachbargemeinden
Die Gemeinde grenzt im Norden an Belm und Ostercappeln, im Osten an Bad Essen und Melle, im Süden an Hilter am Teutoburger Wald und Georgsmarienhütte sowie im Westen an die kreisfreie Stadt Osnabrück.

### Gemeindegliederung
Die Gemeinde Bissendorf ist eine Einheitsgemeinde und gliedert sich in die 13 Ortschaften Bissendorf, Ellerbeck, Holte/Himbergen, Jeggen, Linne, Natbergen, Nemden, Schledehausen/Schelenburg, Uphausen-Eistrup, Waldmark,
Wersche, Wissingen und Wulften.
Jede Ortschaft verfügt über einen ehrenamtlichen Ortsvorsteher. Die drei größten Ortsteile sind Bissendorf, Schledehausen und Wissingen. Die anderen Ortsteile sind so genannte kleinere Bauerschaften. Zu den kleineren Siedlungen und Weilern, die nicht den Status einer Ortschaft haben, zählen beispielsweise Astrup, Deitinghausen, Grambergen und Kronsundern.

## Geschichte

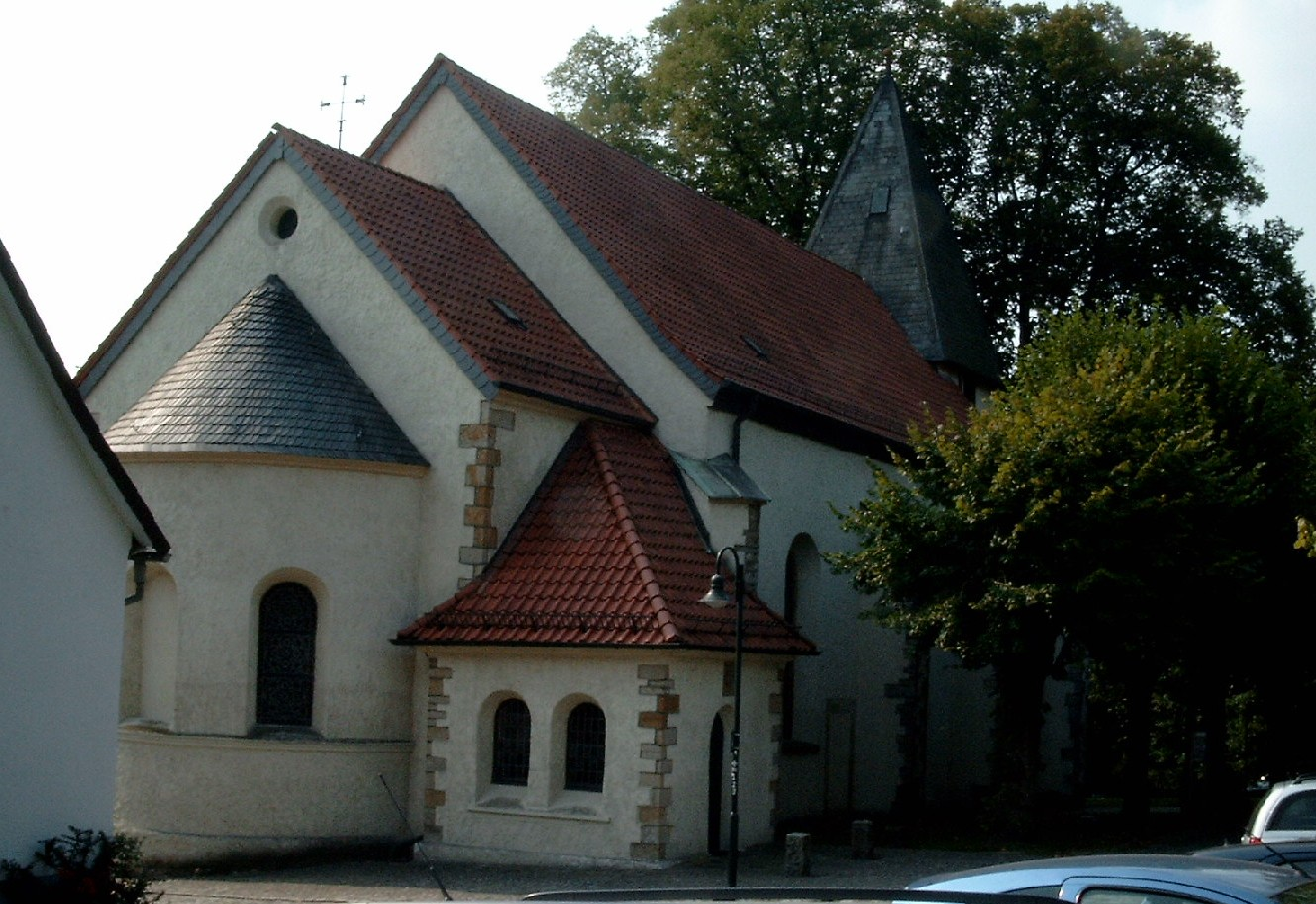
Die 850 Jahre alte Holter Kirche ist ein Anziehungspunkt für Touristen

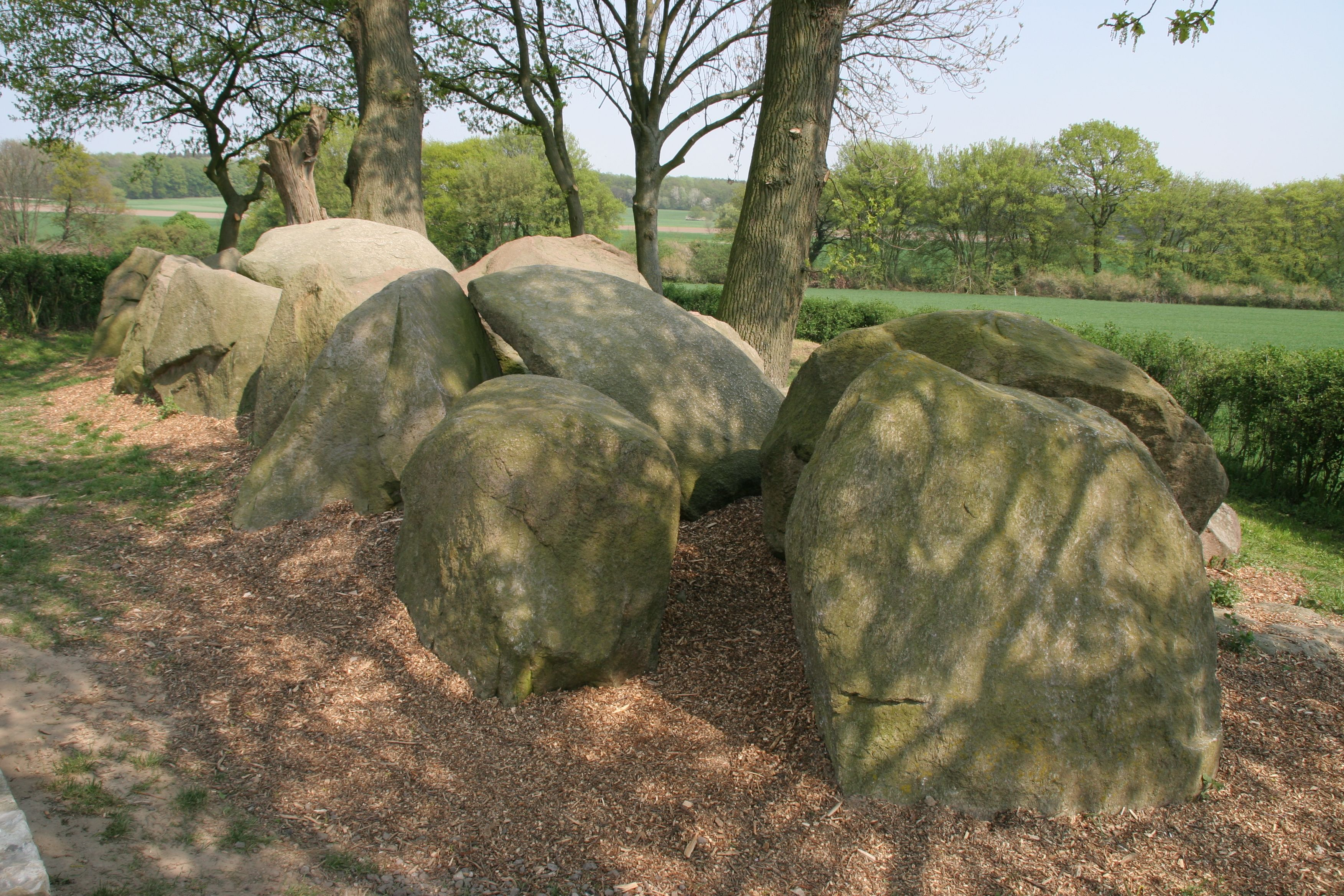
Großsteingrab in Jeggen an der Straße der Megalithkultur

Die Geschichte Bissendorfs ist geprägt von den unterschiedlichen Ortsteilen, die im Laufe der Zeit der Gemeinde angeschlossen wurden.

### Bissendorf
1160 ist das Jahr der ersten urkundlichen Erwähnung des Ortsteils Bissendorf als Bissendorp im Besitz der Herren von Bissendorf (1182 deren erstmalige urkundliche Erwähnung), die bereits im 11. Jahrhundert eine Kapelle zu Bissendorf errichtet haben sollen. Deren Stammsitz, das Haus Bissendorf, geht bis in das 10./11. Jahrhundert zurück. Das Rittergut war der einzige Rittersitz im Landkreis, um den sich nach Errichtung der heutigen katholischen St.-Dionysius-Kirche das Dorf ansiedelte. Das Gut besaß das Kirchenpatronatsrecht, dazu die Landtagsfähigkeit mit allen damit verbundenen Jagd-, Fischerei-, Wege- und Markenrechten. Die Adelsfamilie erlosch um 1570. Der heutige Einzelort hat derzeit ca. 2.500 (Bissendorf gesamt ca. 14500) Einwohner. Die Kirche beherbergt zahlreiche Kunstschätze (frühromanischer Taufstein, Triumphkreuz aus dem 13. Jahrhundert, spätgotischer Schnitzaltar um 1500).
Am 6. September 1862 besuchte Georg V. (Hannover), König von Hannover auf Einladung der Amtsverwaltung Bissendorf. Da man Konfrontationen zwischen dem konservativen König und freiheitlich gesinnten Bürgern, vor allem aus dem nahen Osnabrück vermeiden wollte, wurde das Treffen auf der Rudolfshöhe am Sehl-Berg abgehalten.

### Holte
Das Adelsgeschlecht von Holte prägte die Entwicklung des gleichnamigen Ortsteiles. Die von den Adelsherren gebaute Burg wurde 1147 zerstört und nicht wieder aufgebaut. Reste der Burgruine sind freigelegt und können besichtigt werden. Westlich der Kirche ist der Burgplatz der Alten Burg Holte zu erkennen, die in einem ungeklärten Verhältnis zur Holter Burg steht.
Die im Jahr 1153 erwähnte Kirche zu Holte ist eine Gründung des Holter Adels, war also eine Patronatskirche. Das Patronat hatte später die Familie von Leden inne, die auch der Ledenburg ihren Namen gab. Die Familie hatte den Besitz der Herren von Holte samt 34 Erbhöfen übernommen. Die Siedlung um die Kirche ist erhalten geblieben und gilt heute als eines der schönsten Beispiele einer Kirchensiedlung. Um die Kirche gruppieren sich Meierhof, Pastorat, altes Schulhaus und Gastwirtschaft. Die Kirchensiedlung steht unter Denkmalschutz.

### Schledehausen
Die Edelherren von Sledesen (Schledehausen), bischöfliche Osnabrücker Ministerialen, gaben der Wasserburg und dem Ort den Namen. Im Jahr 1396 ging deren Stammburg im Erbgang nach Erlöschen des Adelsgeschlechtes durch die Heirat des Rabodo III. von Schele mit der Erbtochter Elisabeth von Sledesen in den Besitz der Herren von Schele über, die zum Andenken an die ersten Besitzer deren Wappen, die drei Wolfsangeln, durch Wappenmehrung in ihr eigenes aufnahmen. Burg Sledesen wurde bald in Schelenburg umbenannt.

Ansichten Bissendorf
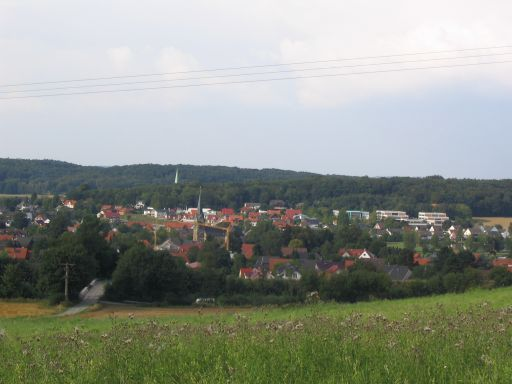
Der Bissendorfer Ortskern von der Rudolfshöhe von Süden aus gesehen
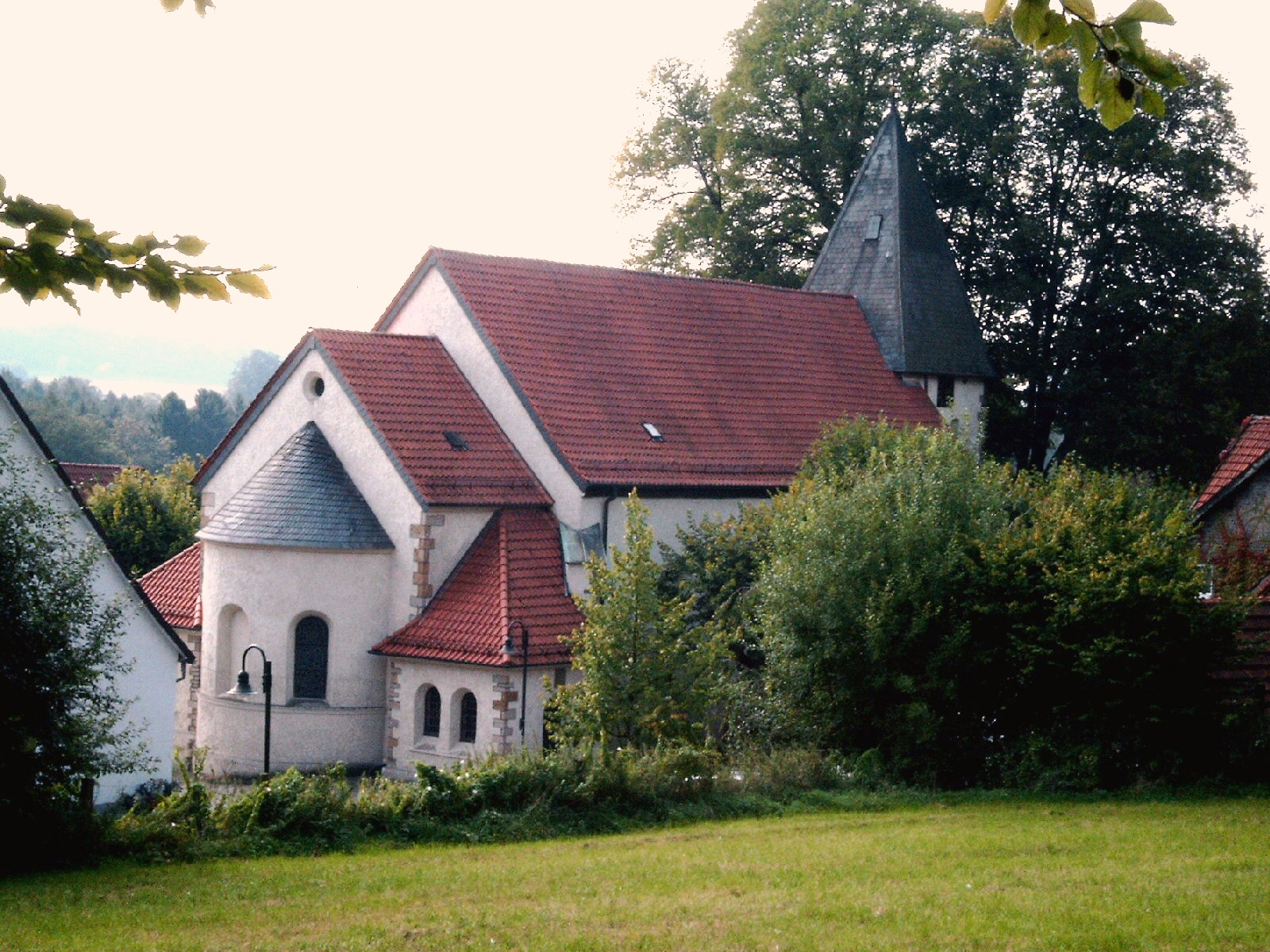
St.-Urban-Kirche Holte aus dem Franz-Hecker-Blick
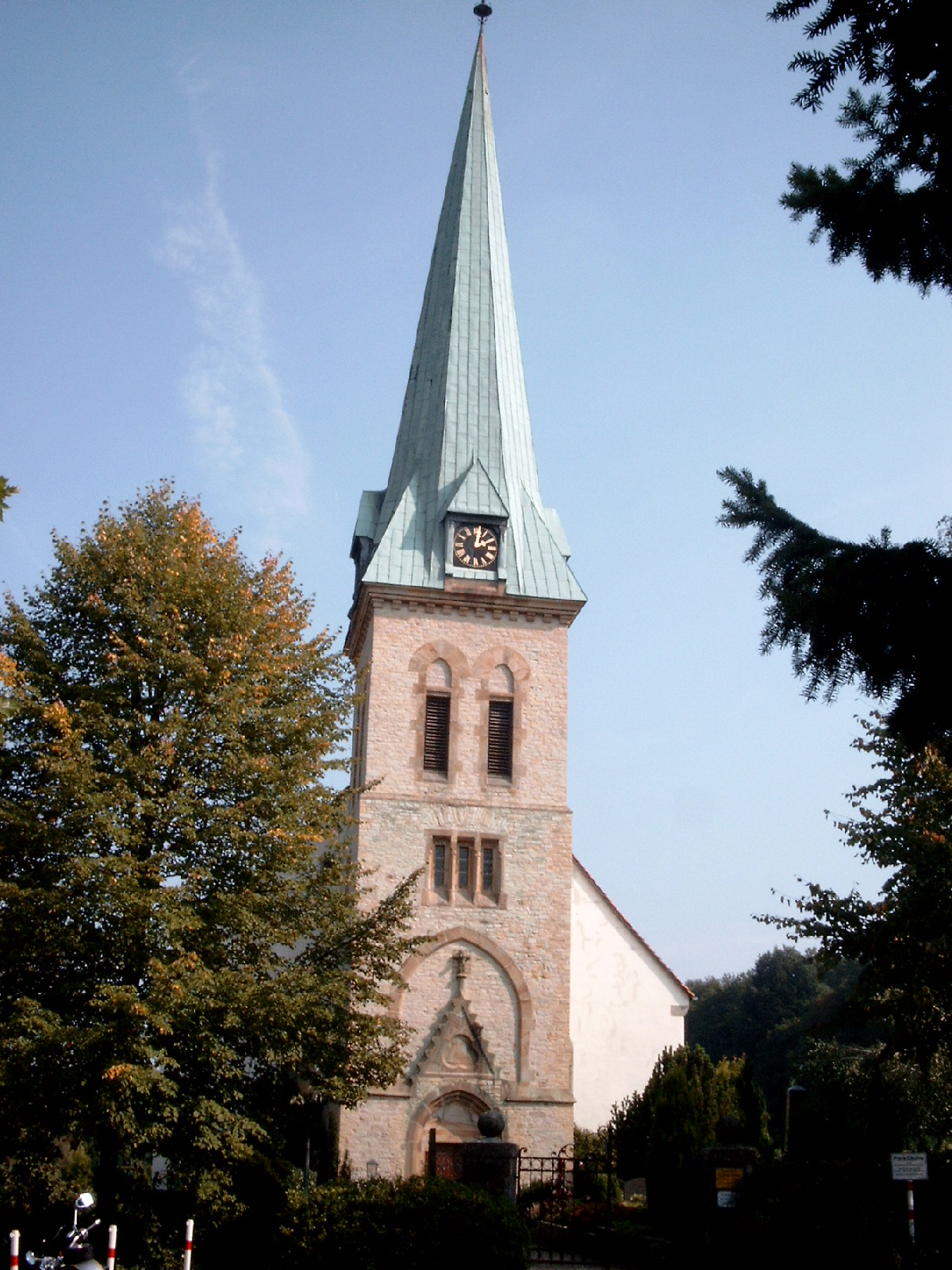
Die Achelrieder Kirche der evangelisch-lutherischen Gemeinde
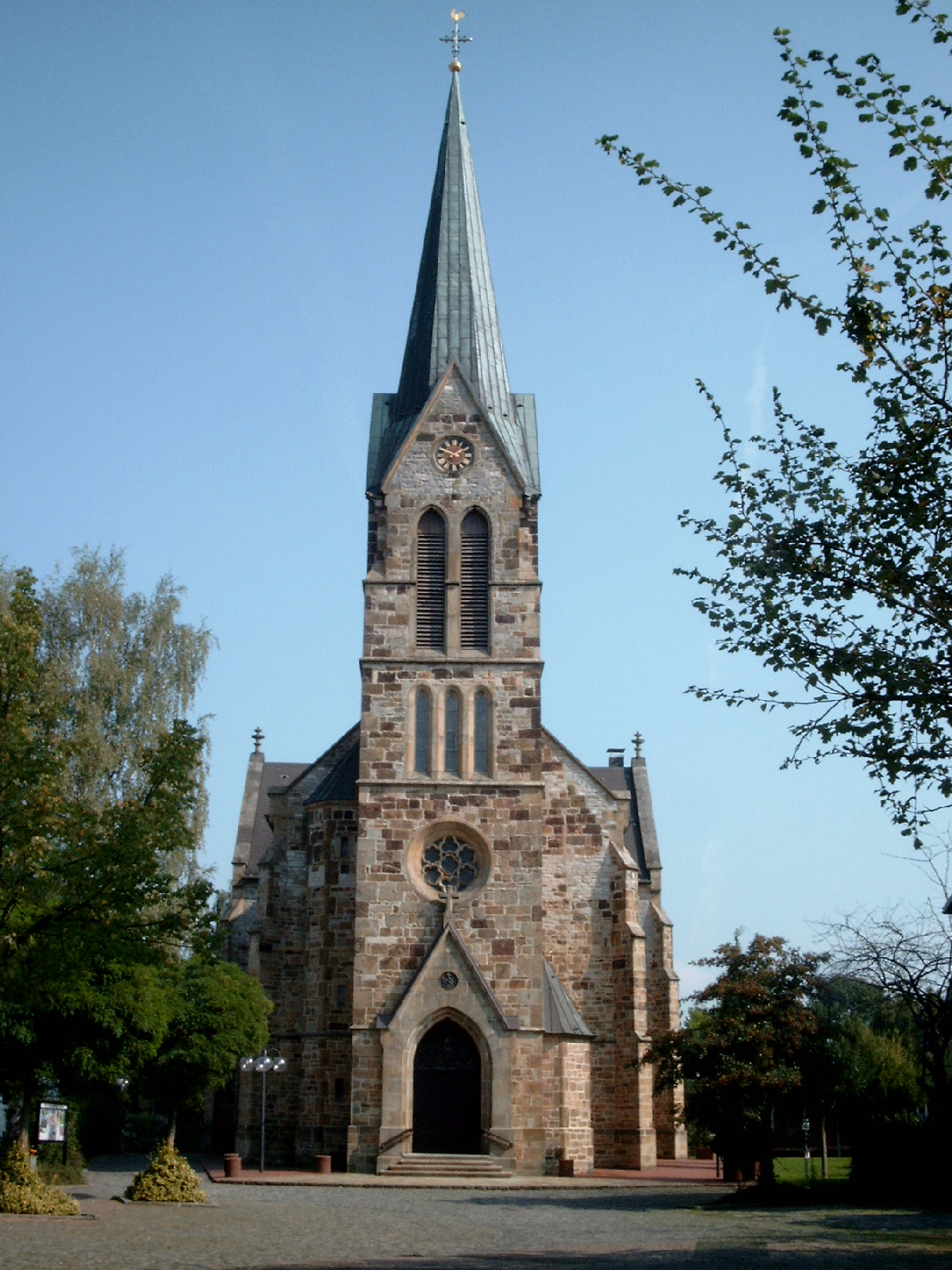
Die St.-Dionysius-Kirche der römisch-katholischen Gemeinde
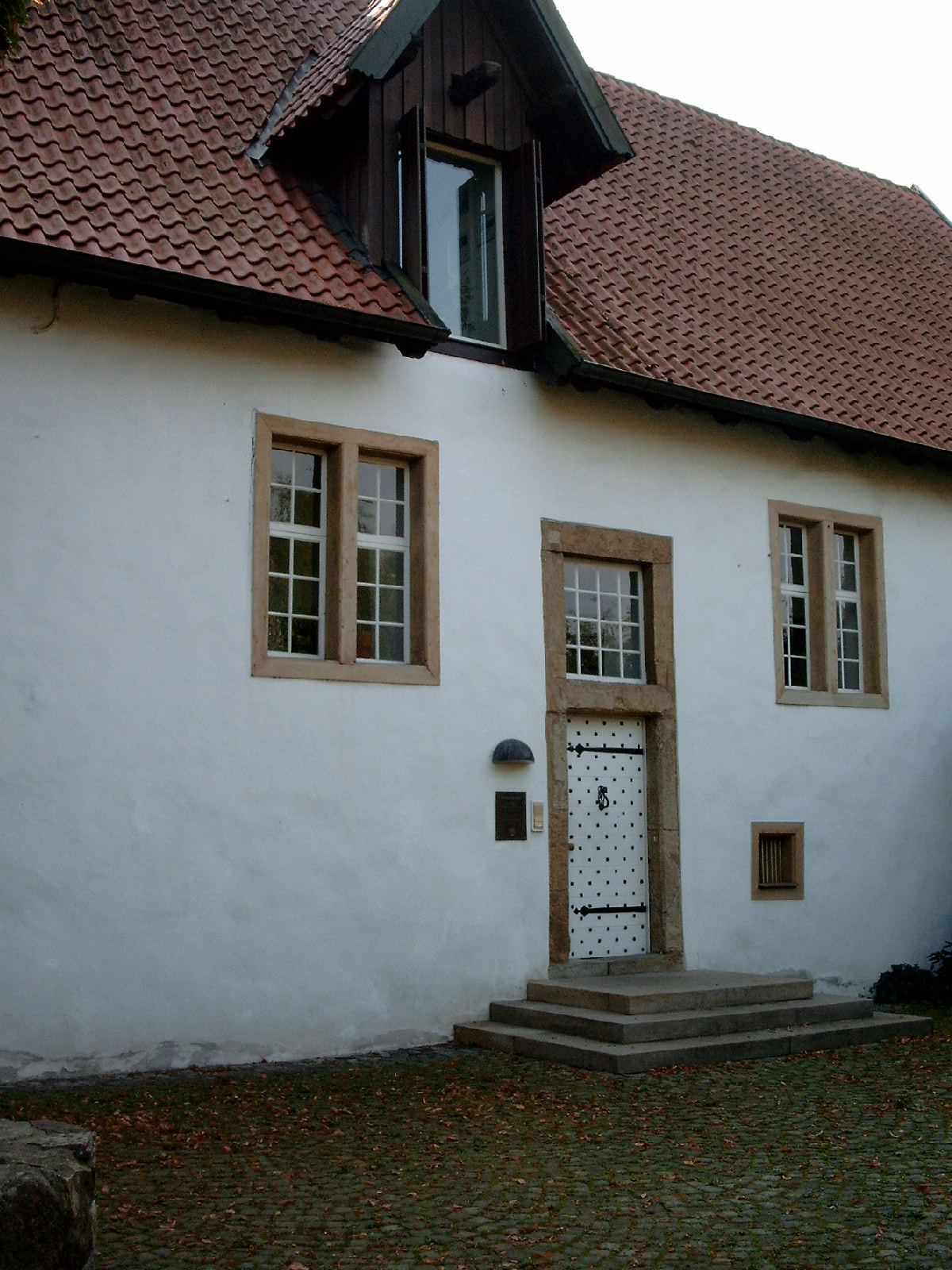
Haus Bissendorf mit dem standesamtlichen Trauzimmer und dem Heimatmuseum
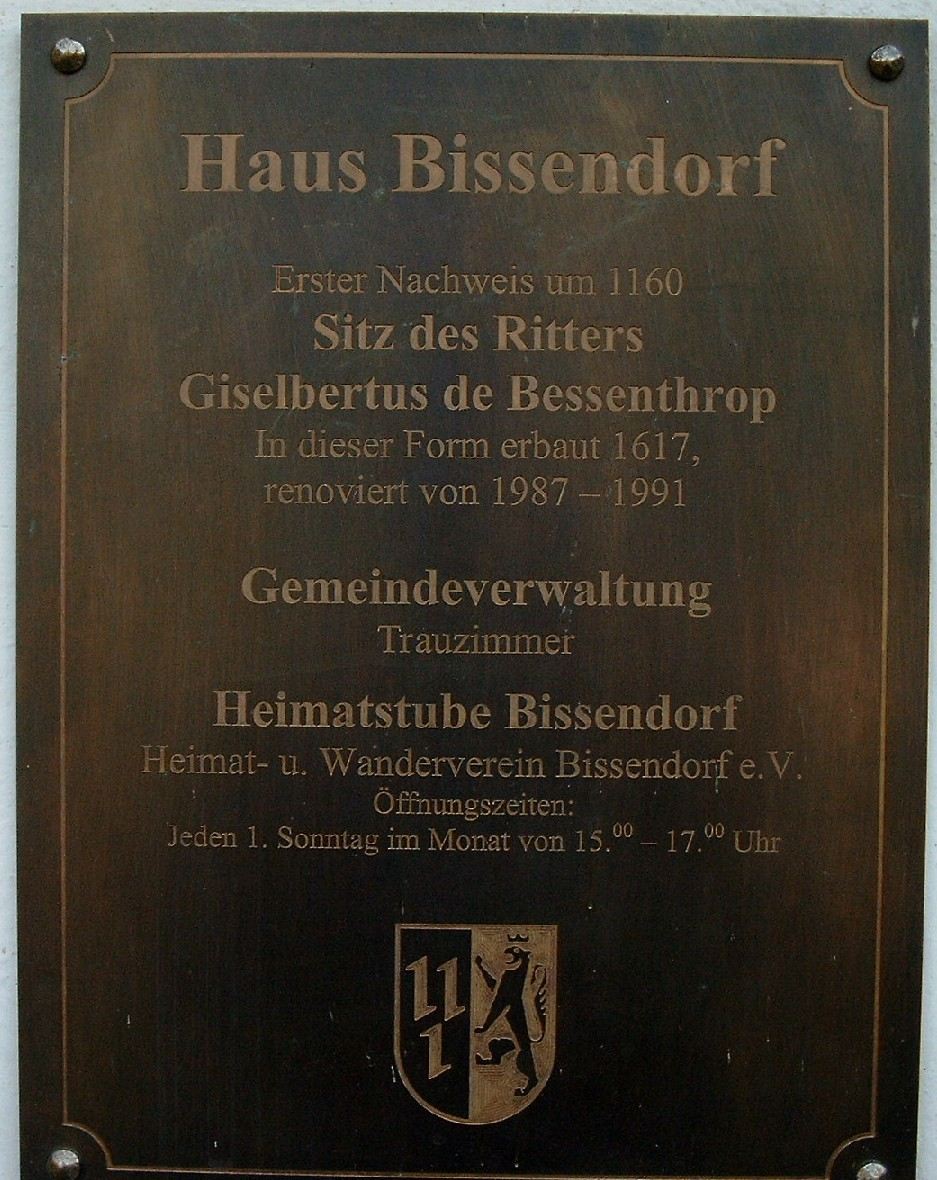
Inschrifttafel am Haus Bissendorf
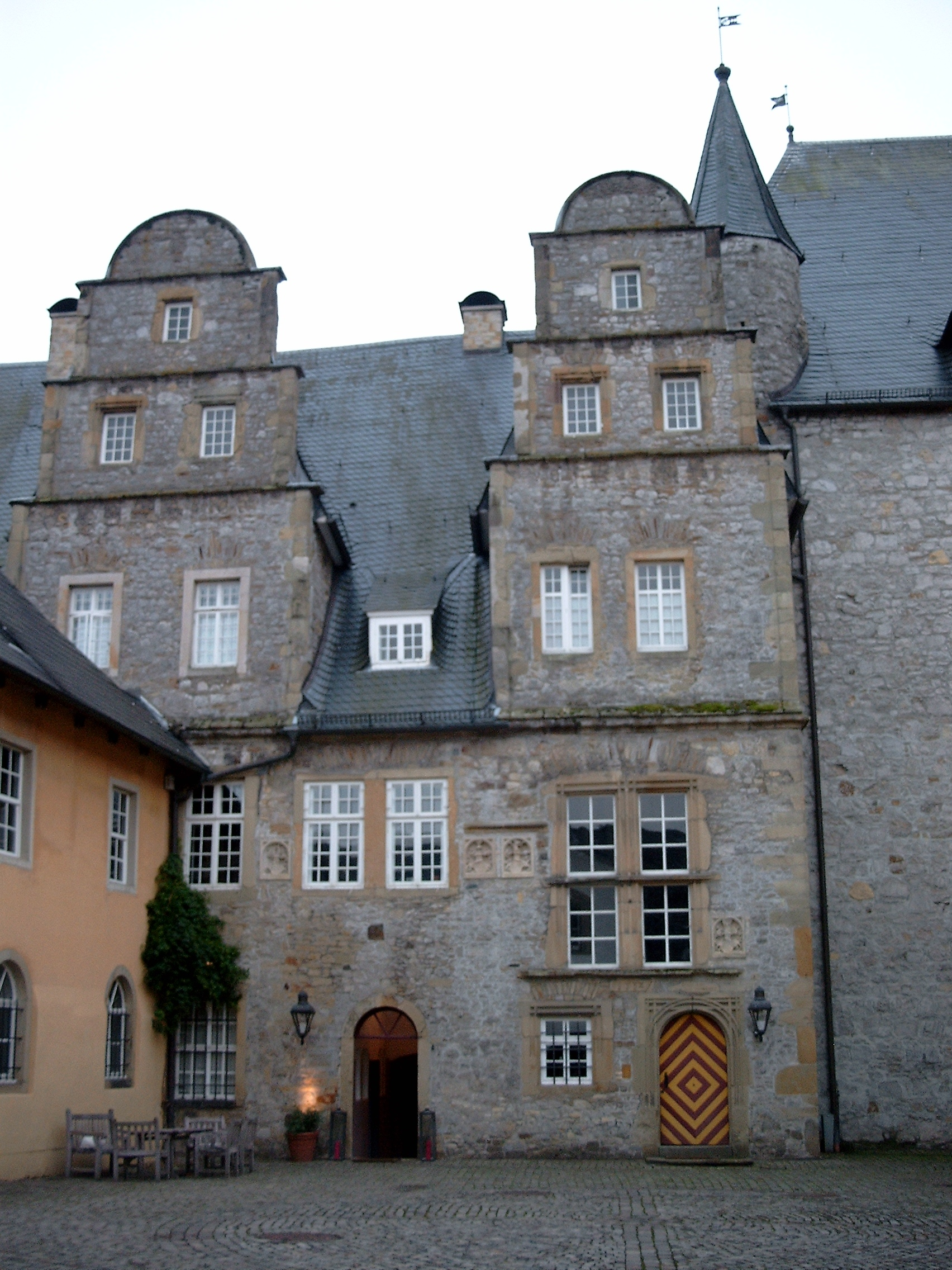
Innenhof der Schelenburg
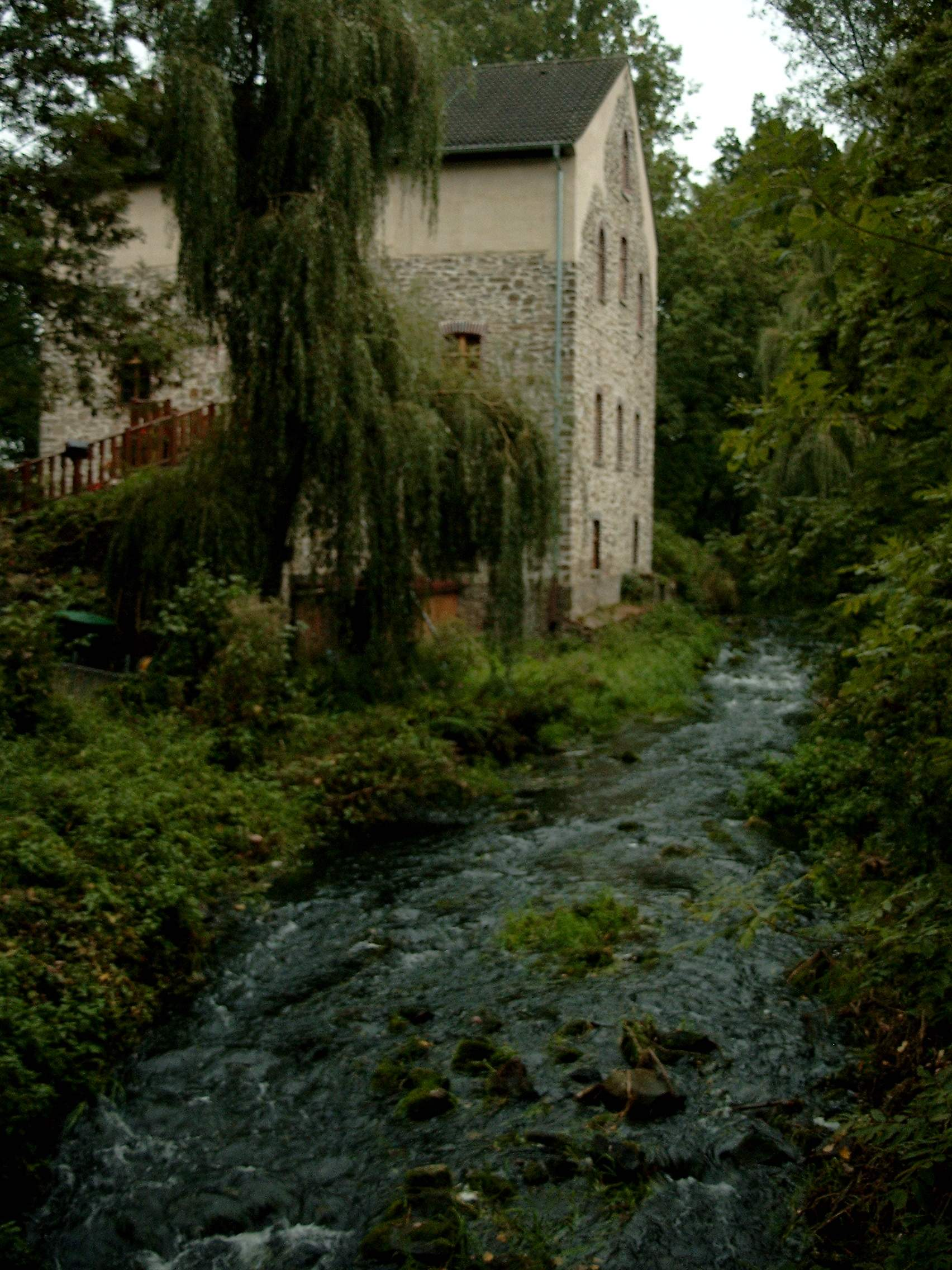
Gut Stockum: Auf dem Rittergut von 1259 befindet sich heute ein Reiterhof.
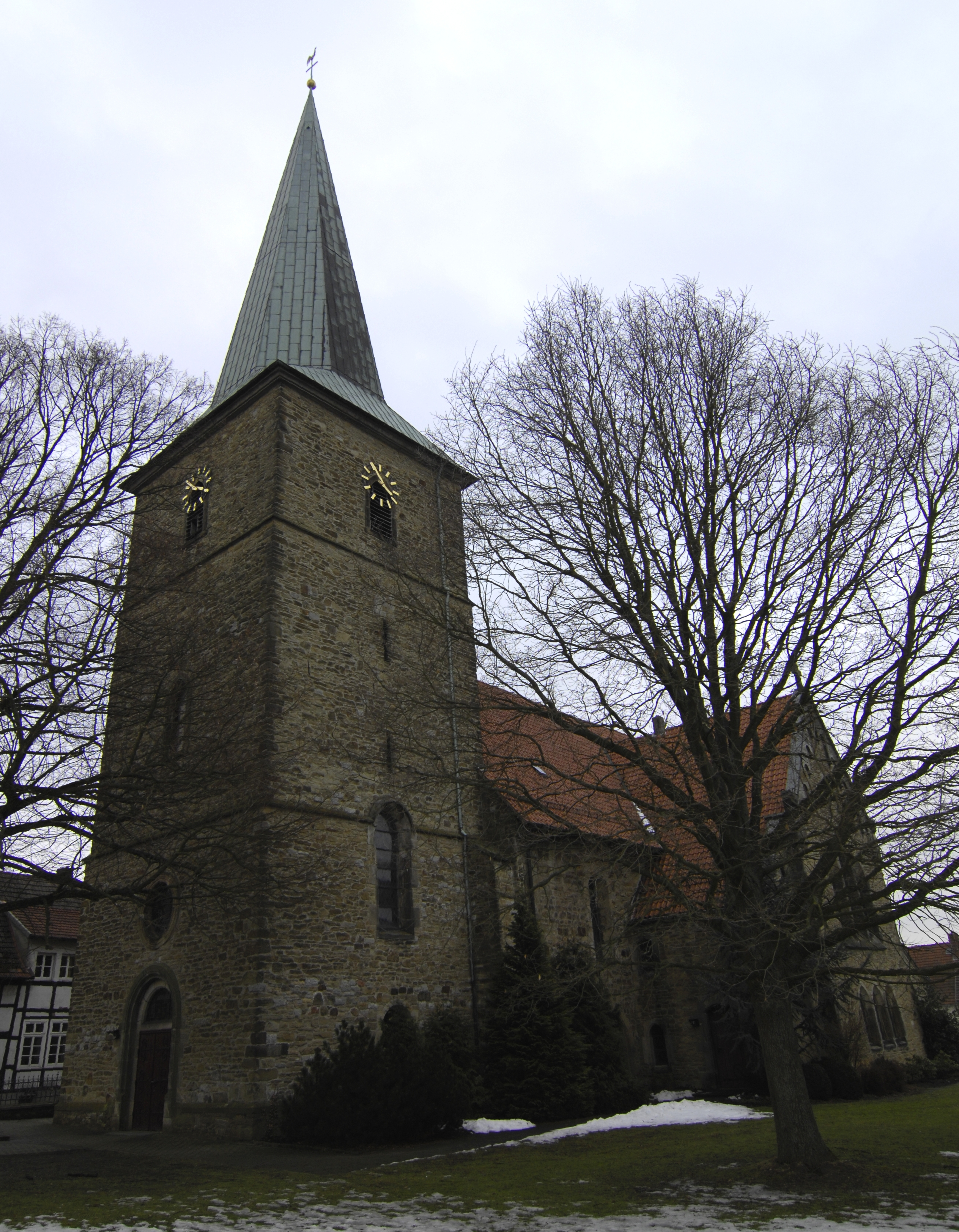
Evangelische Laurentiuskirche in Schledehausen
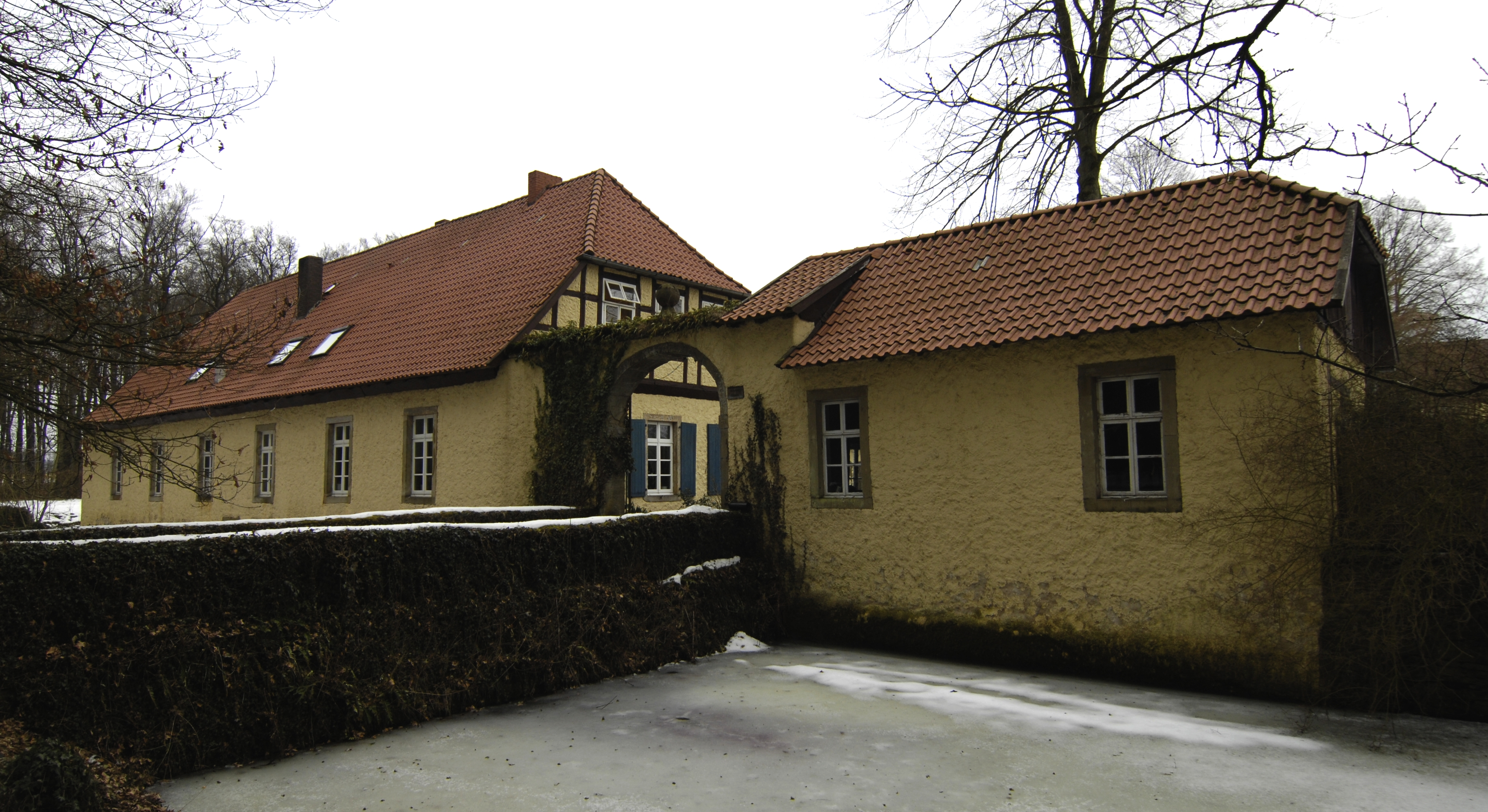
Das Torhaus des Wasserschlosses Ledenburg
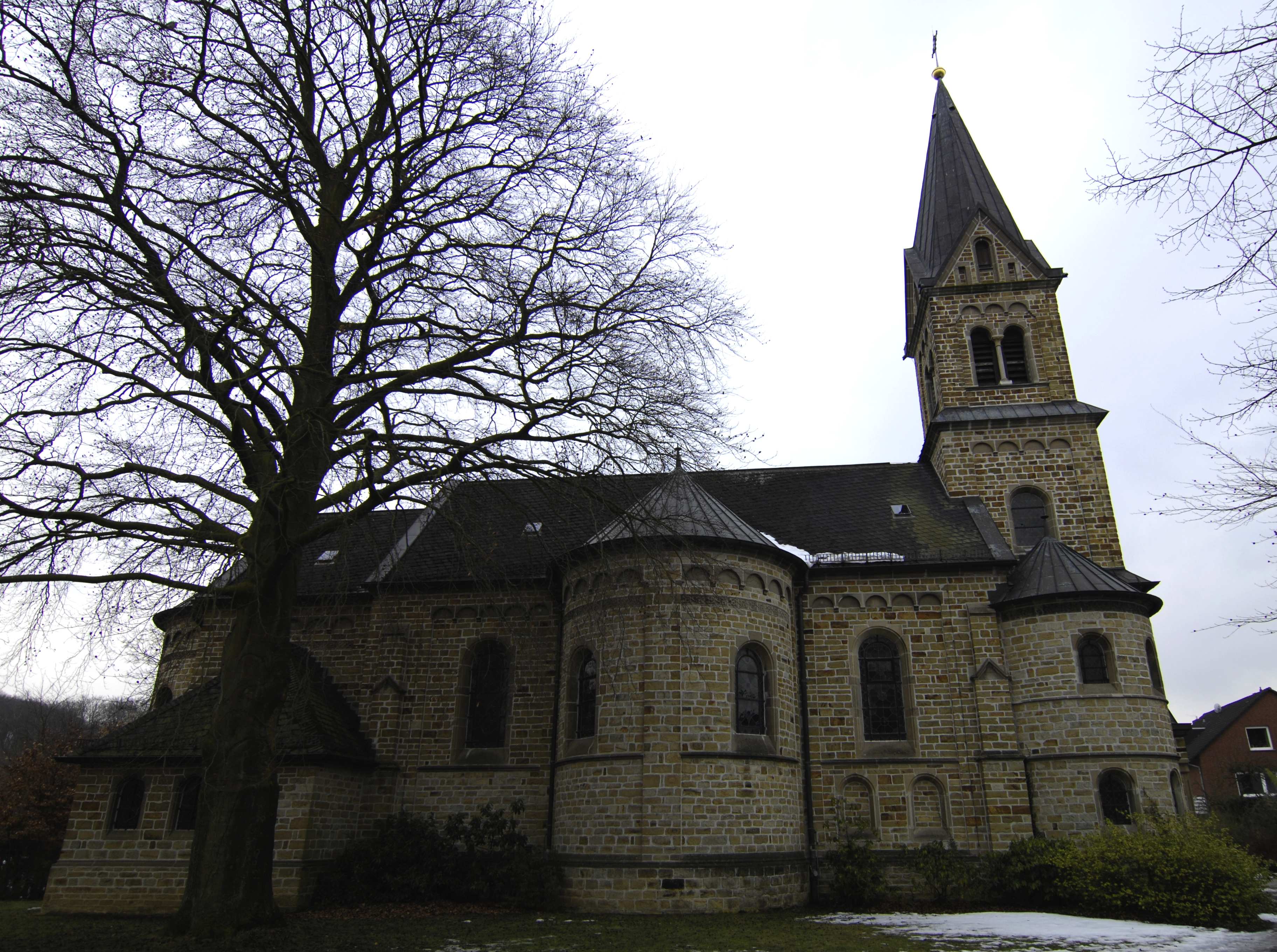
Kath. St.-Laurentius-Kirche in Schledehausen

### Eingemeindungen
Die heutige Gemeinde Bissendorf entstand durch den Zusammenschluss der Gemeinden Bissendorf, Ellerbeck, Holte, Jeggen, Linne, Schelenburg, Schledehausen, Waldmark, Wissingen, Wersche und Wulften anlässlich der niedersächsischen Gebietsreform, die am 1. Juli 1972 in Kraft trat.

### Einwohnerentwicklung

Einwohnerentwicklung von Bissendorf von 1961 bis 2018 nach nebenstehender Tabelle

Die folgende Übersicht zeigt die Einwohnerzahlen von Bissendorf im jeweiligen Gebietsstand und jeweils am 31. Dezember.
Bei den Zahlen handelt es sich um Fortschreibungen des Landesbetriebs für Statistik und Kommunikationstechnologie Niedersachsen auf der Basis der Volkszählung vom 25. Mai 1987.
Bei den Angaben aus den Jahren 1961 (6. Juni) und 1970 (27. Mai) handelt es sich um die Volkszählungsergebnisse einschließlich der Orte, die am 1. Juli 1972 eingegliedert wurden.
| Jahr | Einwohner |
| ---- | --------- |
| 1961 | 9.897     |
| 1970 | 10.541    |
| 1987 | 12.279    |
| 1990 | 12.673    |
| 1995 | 13.498    |
| 2000 | 14.100    |

| Jahr | Einwohner |
| ---- | --------- |
| 2005 | 14.377    |
| 2010 | 14.263    |
| 2015 | 14.370    |
| 2017 | 14.636    |
| 2018 | 14.655    |
| 2022 | 14.942    |

## Politik

### Rat
Der Rat der Gemeinde Bissendorf besteht aus 30 Ratsfrauen und Ratsherren. Dies ist die festgelegte Anzahl für eine Gemeinde mit einer Einwohnerzahl zwischen 12.001 und 15.000 Einwohnern. Die 30 Ratsmitglieder werden durch eine Kommunalwahl für jeweils fünf Jahre gewählt. Die aktuelle Amtszeit begann am 1. November 2021 und endet am 31. Oktober 2026.
Stimmberechtigt im Rat ist außerdem der hauptamtliche Bürgermeister Guido Halfter (parteilos).
Die folgende Tabelle zeigt die Kommunalwahlergebnisse seit 1996:
| | CDU  | CDU     | SPD  | SPD     | Grüne | Grüne   | FDP  | FDP     | AfD | AfD     | Wählergruppen¹ | Wählergruppen¹ | Einzel- bewerber | Einzel- bewerber | Sonstige | Sonstige | Gesamt | Gesamt                        | Wahl- beteiligung |
| Wahlperiode | %    | Mandate | %    | Mandate | %     | Mandate | %    | Mandate | %   | Mandate | %              | Mandate        | %                | Mandate          | %        | Mandate  | %      | Gesamtanzahl der Sitze im Rat | %                 |
| --- | ---- | ------- | ---- | ------- | ----- | ------- | ---- | ------- | --- | ------- | -------------- | -------------- | ---------------- | ---------------- | -------- | -------- | ------ | ----------------------------- | ----------------- |
| 2021–2026 | 36,6 | 11      | 30,7 | 9       | 18,9  | 6       | 5,9  | 2       | 3,0 | 1       | 4,9            | 1              | –                | –                | –        | –        | 100    | 30                            | 66,3              |
| 2016–2021 | 37,4 | 11      | 35,6 | 11      | 11,9  | 4       | 7,4  | 2       | –   | –       | 7,7            | 2              | –                | –                | –        | –        | 100    | 30                            | 62,2              |
| 2011–2016 | 33,5 | 10      | 39,3 | 12      | 14,7  | 5       | 4,6  | 1       | –   | –       | 7,9            | 2              | –                | –                | –        | –        | 100    | 30                            | 60,7              |
| 2006–2011 | 31,4 | 9       | 36,9 | 11      | 5,8   | 2       | 10,3 | 3       | –   | –       | 15,7           | 5              | –                | –                | –        | –        | 100    | 30                            | 61,5              |
| 2001–2006 | 44,5 | 14      | 40,4 | 12      | 4,6   | 1       | 7,1  | 2       | –   | –       | 3,4            | 1              | –                | –                | –        | –        | 100    | 30                            | 65,5              |
| 1996–2001 | 43,5 | 14      | 42,4 | 14      | 6,9   | 2       | 4,4  | 1       | –   | –       | –              | –              | 1,4              | 0                | 1,3      | 0        | 100    | 31                            | 68,2              |
| Prozentanteile gerundet. Quellen: Landesbetrieb für Statistik und Kommunikationstechnologie Niedersachsen, Landkreis Osnabrück. Bei unterschiedlichen Angaben in den genannten Quellen wurden die Daten des Landesbetriebs für Statistik und Kommunikationstechnologie verwendet, da diese eine insgesamt höhere Plausibilität aufweisen. ¹bis 2021: Unabhängige Wähler Gemeinschaft (UWG), seit 2021: Unabhängige Wähler Bissendorf (UWB) |      |         |      |         |       |         |      |         |     |         |                |                |                  |                  |          |          |        |                               |                   |

### Bürgermeister
Hauptamtlicher Bürgermeister der Gemeinde Bissendorf ist seit 2001 Guido Halfter (parteilos). Er trat nach der Kommunalwahl 2006 seine zweite Amtszeit an. Bei der letzten Bürgermeisterwahl am 12. September 2021 wurde er als Amtsinhaber mit 76,7 % der Stimmen erneut wiedergewählt. Die Wahlbeteiligung lag bei 66,7 %. Halfter trat seine weitere Amtszeit am 1. November 2021 an.
Halfter (* 21. Juli 1964 in Osnabrück) wuchs in Schledehausen auf, ist verheiratet und hat zwei Kinder. Von 1981 bis 1984 machte er eine Ausbildung zum Verwaltungsfachangestellten und von 1989 bis 1996 die Ausbildung für den allgemeinen gehobenen Verwaltungsdienst, beides in der Gemeinde Bissendorf. Nachdem er 1995 sein Abitur nachgeholt hatte, studierte er seit 1996 Wirtschaftswissenschaften und war von 1996 bis 2001 Leiter des Ordnungs- und Sozialamtes der Gemeinde Bissendorf.
- seit 2001 Guido Halfter (parteilos)
- 1996–2001 Georg Harcke,[13] erster hauptamtlicher Bürgermeister
- 1991–1996 Kurt Schwarzmann (SPD)
- 1981–1991 Wilhelm Wiesehahn (CDU)
- 1972–1981 Kurt Schwarzmann (SPD)[14]

### Wappen
Blasonierung: „Von Gold und Schwarz gespalten; rechts drei zwei zu eins gestellte schwarze Wolfsangeln, links ein goldgekrönter Löwe.“
Wappenerklärung: Die Wolfsangeln wurden aus dem Wappen der früheren Gemeinde Schledehausen (genehmigt vom Niedersächsischen Minister des Innern Richard Borowski am 8. Februar 1951) übernommen, dem ursprünglichen Wappen der Edelherren von Sledesen (Schledehausen, ~1100–1396), die als bischöfliche Ministerialen in der frühen Osnabrücker Geschichte eine bedeutende Position innehatten. Der silberne Löwe entstammt dem Familienwappen der Ritter von Bissendorf und der früheren Gemeinde Bissendorf. Die Entstehung der neuen Gemeinde Bissendorf wird durch diese Wappenzusammenfügung auch symbolisch zum Ausdruck gebracht.

### Flagge
Die Flagge der Gemeinde Bissendorf zeigt in zwei gleich breiten Streifen von oben nach unten die Farben Schwarz und Gold, in dem schwarzen und goldenen Streifen je zur Hälfte übergreifend das Gemeindewappen.

## Bauwerke
siehe auch: Liste der Baudenkmale in Bissendorf
- Die Schelenburg: Wasserburg aus dem 11. Jahrhundert, seit dem 16. Jahrhundert im Stil der Weserrenaissance in Schledehausen
- Schloss Ledenburg: Wasserschloss von 1627 bei Nemden
- Gut Stockum: Rittergut von 1259, seit 1982 Reiterhof mit Reitschule, 3 km nördlich von Bissendorf nahe dem Natberger See
- Holter Burg: Ruine der 1147 zerstörten Höhenburg
- Großsteingrab Jeggen im Ortsteil Jeggen und ein weiteres im Ortsteil Wulften
- Meyerhof Schledehausen: Herrenhaus in Schledehausen
- Hohe Leuchte Schledehausen: Fachwerkhaus steht unter Denkmalschutz, Baujahr ca. 1608
- Katholische Pfarrkirche St. Dionysius, 1894–1895 von Alexander Behnes im neugotischen Stil erbaut
- Evangelische und katholische Laurentiuskirche in Schledehausen

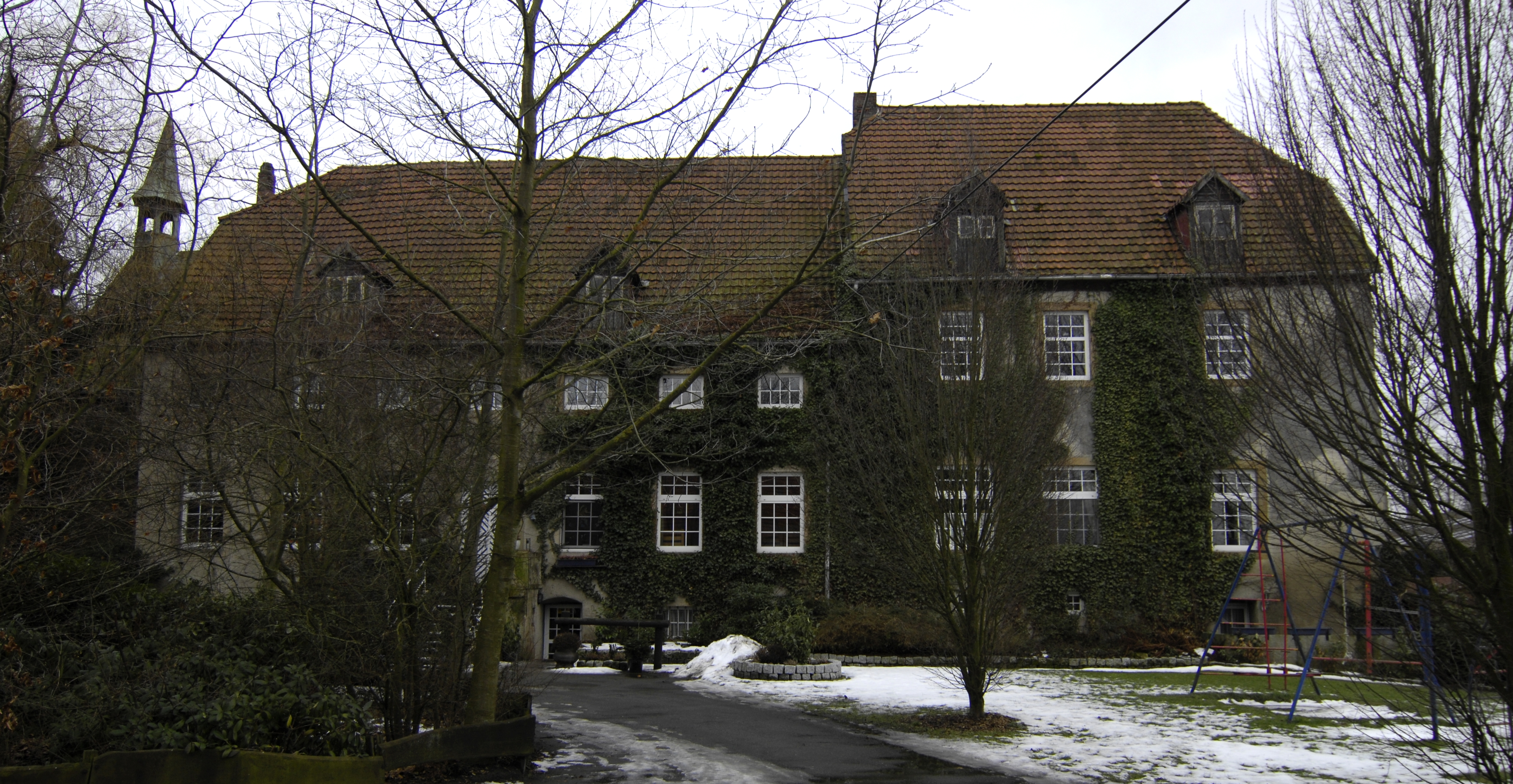
Das Haupthaus von Gut Stockum

## Infrastruktur und Wirtschaft

### Verkehr
Straßenverkehr
Bissendorf ist über die Bundesautobahn A 30, die das Gemeindegebiet in West-Ost-Richtung durchquert, angebunden. Anschlussstellen befinden sich im Gemeindeteil Bissendorf sowie an der westlichen Gemeindegrenze bei Natbergen.
Schienen- und Busverkehr
Der Bahnhof Wissingen im gleichnamigen Bissendorfer Gemeindeteil liegt an der Bahnstrecke Löhne–Rheine. Im Personennahverkehr verkehrt hier im Stundentakt die RB 61 Wiehengebirgsbahn Hengelo–Rheine–Osnabrück–Herford–Bielefeld. Im Bahnverkehr wird ausschließlich der Niedersachsentarif angewendet, jedoch können die Pauschalangebote des NRW-Tarifs genutzt werden. Der Westfalentarif hat in Bissendorf keine Gültigkeit.
Regionalbusse verbinden Bissendorf mit Osnabrück und Melle. Im Busverkehr des Landkreises Osnabrück gilt der Tarif der Verkehrsgemeinschaft Osnabrück (VOS).

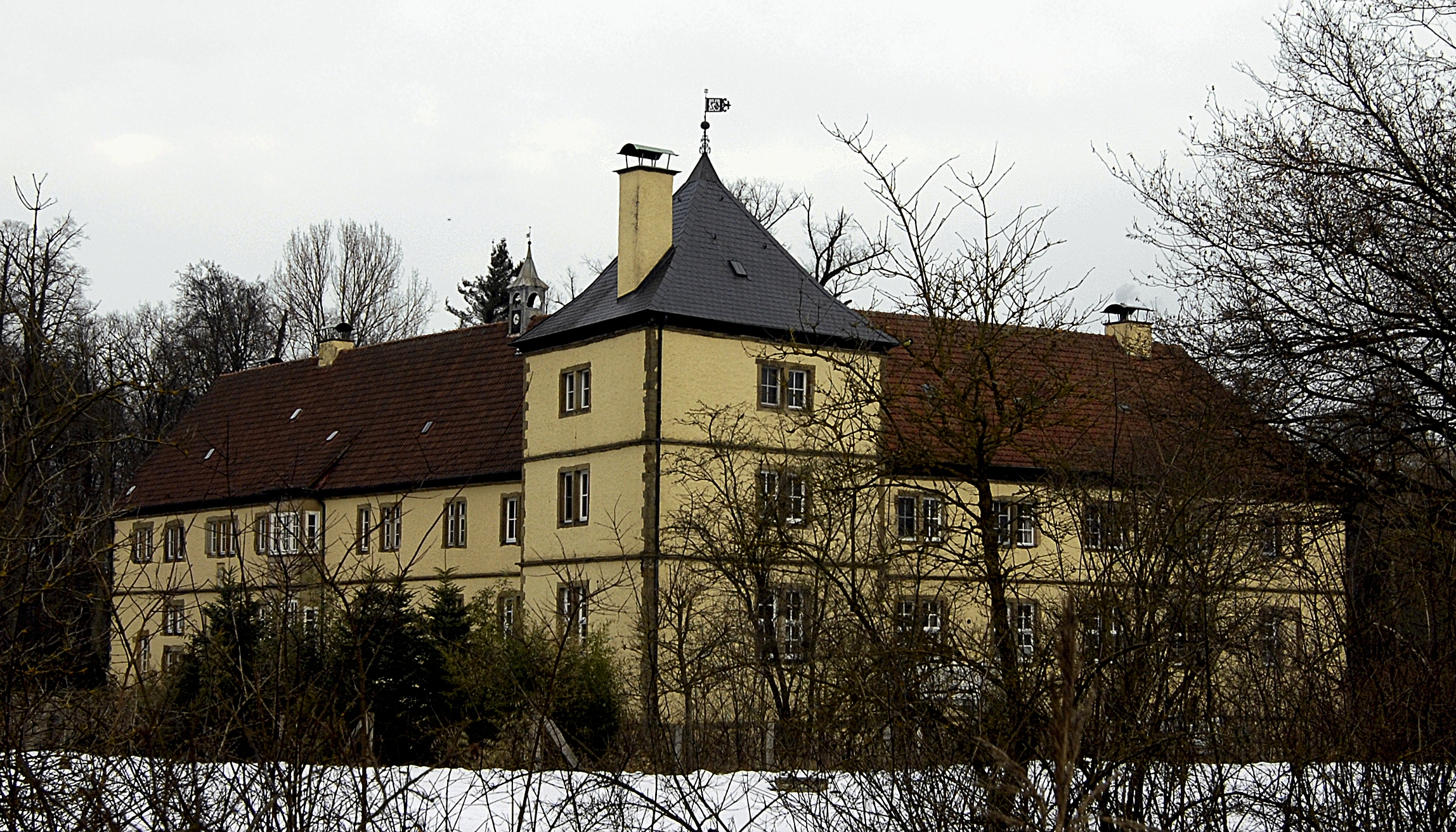
Wasserschloss Ledenburg

### Bildung
- Grundschulen in Bissendorf mit Sprachheilklassen, Schledehausen und Wissingen
- Oberschule am Sonnensee mit gymnasialem Zweig Bissendorf

## Söhne und Töchter der Gemeinde
- Heinrich Philipp Sextro (1746–1838), Theologe, geboren in Bissendorf
- Rudolf Brockmann (1761–1814), Offizier, Landvermesser, Gutsbesitzer und Abgeordneter
- Eduard von Schele zu Schelenburg (1805–1875), Ministerpräsident des Königreiches Hannover, geboren auf Burg Schelenburg
- Johann Adam Schürmann (1809–1852), Pastor und Missionar in Benares (Indien), Sprachwissenschaftler, Hindi, Urdu
- Clamor Wilhelm Schürmann (1815–1893), Pastor und Missionar in Australien, Sprachwissenschaftler, Aborigines Sprachen[16]
- Balduin von Schele (1836–1903), Politiker, geboren auf der Schelenburg.
- Hermann Wamhoff (1849–1915), Politiker, geboren in Natbergen.
- Karl Sommer (* 1932), Agrarwissenschaftler, geboren in Natbergen.
- Isolde Saalmann (* 1943), Politikerin, geboren in Bissendorf
- Michael Piwowarski (* 1948), Fußballspieler*
- Bastian Beyer (* 1986), Schauspieler
- Rahel Sophia Süß (* 1987), Politikwissenschaftlerin, geboren in Bissendorf
- Aaron Reckers (* 1989), Eishockeyspieler, geboren in Bissendorf
- Johannes Floors (* 1995), Leichtathlet, geboren in Bissendorf.
- Julius Römer (* 1995), Schauspieler, geboren in Bissendorf.
- Rieke Dieckmann (* 1996), Fußballerin, Weltmeisterin mit der deutschen U20-Auswahl 2014, geboren in Bissendorf.